# Арно Сегодо
Арно Сегодо (нар. 12 листопада 1984) — колишній бенінський тенісист.
Найвищу одиночну позицію світового рейтингу — 354 місце досяг 2 лютого 2004, парну — 577 місце — 5 квітня 2004 року.

## Фінали ITF Ф'ючерс

### Одиночний розряд: 4 (2–2)
| Результат | В-П | Дата     | Турнір                 | Покриття | Суперник           | Рахунок            |
| --------- | --- | -------- | ---------------------- | -------- | ------------------ | ------------------ |
| Перемога  | 1–0 | Лют 2003 | Нігерія F1, Бенін-Сіті | Тверде   | Адам Хадай         | 3–6, 6–4, 2–0 ret. |
| Перемога  | 2–0 | Бер 2003 | Нігерія F2, Бенін-Сіті | Тверде   | Джонатан Ігбіновія | 6–2, 6–2           |
| Поразка   | 2–1 | Сер 2005 | Сенегал F1, Дакар      | Тверде   | Анрі Аджей-Дарко   | 2–6, 1–6           |
| Поразка   | 2–2 | Жов 2005 | Нігерія F6, Лагос      | Тверде   | Комлаві Логло      | 4–6, 6–3, 3–6      |

### Парний розряд: 2 (2–0)
| Результат | В-П | Дата     | Турнір                 | Покриття | Партнер              | Суперники                         | Рахунок     |
| --------- | --- | -------- | ---------------------- | -------- | -------------------- | --------------------------------- | ----------- |
| Перемога  | 1–0 | Вер 2001 | Іспанія F10, Мадрид    | Тверде   | Карлес Рейксач Ітойс | Пабло Гонсалес Рубен Мерчан-Уекас | 7–6(5), 6–4 |
| Перемога  | 2–0 | Бер 2004 | Нігерія F2, Бенін-Сіті | Тверде   | Ксав'є Одуа          | Джонатан Ігбіновія Сундай Маку    | 7–6(5), 6–4 |